# Dichaetomyia colorata
Dichaetomyia colorata är en tvåvingeart som beskrevs av Couri, Pont och Penny 2006. Dichaetomyia colorata ingår i släktet Dichaetomyia och familjen husflugor.
Artens utbredningsområde är Madagaskar. Inga underarter finns listade i Catalogue of Life.